# Roberto De Vecchi
Roberto De Vecchi (Castelmassa, 24 ottobre 1935 – Aosta, 15 marzo 2023) è stato un politico italiano.

## Biografia
Esponente dei Democratici Popolari, fu sindaco di Aosta dal 1972 al 1975, e più volte assessore all'urbanistica e consigliere comunale. Nel 1985 venne rieletto nella lista degli Autonomisti Democratici Progressisti e fu di nuovo assessore comunale fino al 1992. Concluse la sua esperienza politica nel maggio 1995.